# Kigali Solaire
Kigali Solaire est une centrale solaire photovoltaïque située au Rwanda.  
À l'époque de sa construction, c'était la plus grande installation d'énergie solaire d'Afrique connectée au réseau. La centrale a été construite en 2007 sur le mont Jali, près de la capitale Kigali. Elle est constituée de capteurs solaires photovoltaïques et a une puissance de 250 kWp et une production annuelle estimée à 325 000 kWh. La centrale a été construite par la compagnie d'électricité allemande Stadtwerke Mainz établie dans le Land de Rhénanie-Palatinat, qui avait un partenariat avec le Rwanda. 
Kigali Solaire n'est qu'une partie de l'initiative, qui consiste également à distribuer cinquante panneaux photovoltaïques de 1 kWp chacun à des villages non connectés au réseau électrique du pays, qui ne couvre que 5 % du pays. Ces panneaux sont généralement installés sur le toit d'hôpitaux ou d'écoles. L'initiative finance et forme également localement des techniciens pour la maintenance des installations.